# Universidad Tecnológica de los Andes
UTEA – uniwersytet działający w miejscowości Abancay, stolicy regionu Apurímac (Andy Środkowe, dolina rzeki Pachachaca, ok. 2400 m n.p.m.), utworzony w 1984 roku. Uczelnia kształci studentów na poziomie licencjackim, magisterskim i wyższym, na kierunkach: edukacja, rolnictwo i przemysł spożywczy, prawo, stomatologia, turystyka, hotelarstwo i gastronomia, budownictwo lądowe, ochrona środowiska i zasobów naturalnych. 

## Historia
Uczelnia powstała w regionie ubogim w porównaniu z innymi regionami Peru i cechującym się stosunkowo niskim poziomem oświaty. W 1995 roku analfabeci stanowili tu 33,1% ogółu ludności Apurimac (11,1% ludności Peru). Po 10. latach rozwoju oświaty udział ten zmniejszył się do 24,1% (w kraju do 8,1%). Do rozwoju oświaty przyczynił się Universidad Tecnológica de los Andes, który rozpoczął działalność 23 września 1978 roku (początkowo jako Private Universiade Apurimac), a oficjalnie został powołany 7 czerwca 1984 roku. Jednym z jej celów było kształcenie nauczycieli. Liczba studentów UTEA na kierunku Educacion stopniowo rosła. Wynosiła np. w roku:
- 1991 - 167 studentów (I. stopień kształcenia)
- 1992 - 181 studentów (I. stopień kształcenia)
- 1993 - 296 studentów (I. i II. stopień kształcenia)
- 1994 - 316 studentów (I. i II. stopień kształcenia + studia podyplomowe)
- 1995 - 492 studentów (I. i II. stopień kształcenia + studia podyplomowe)

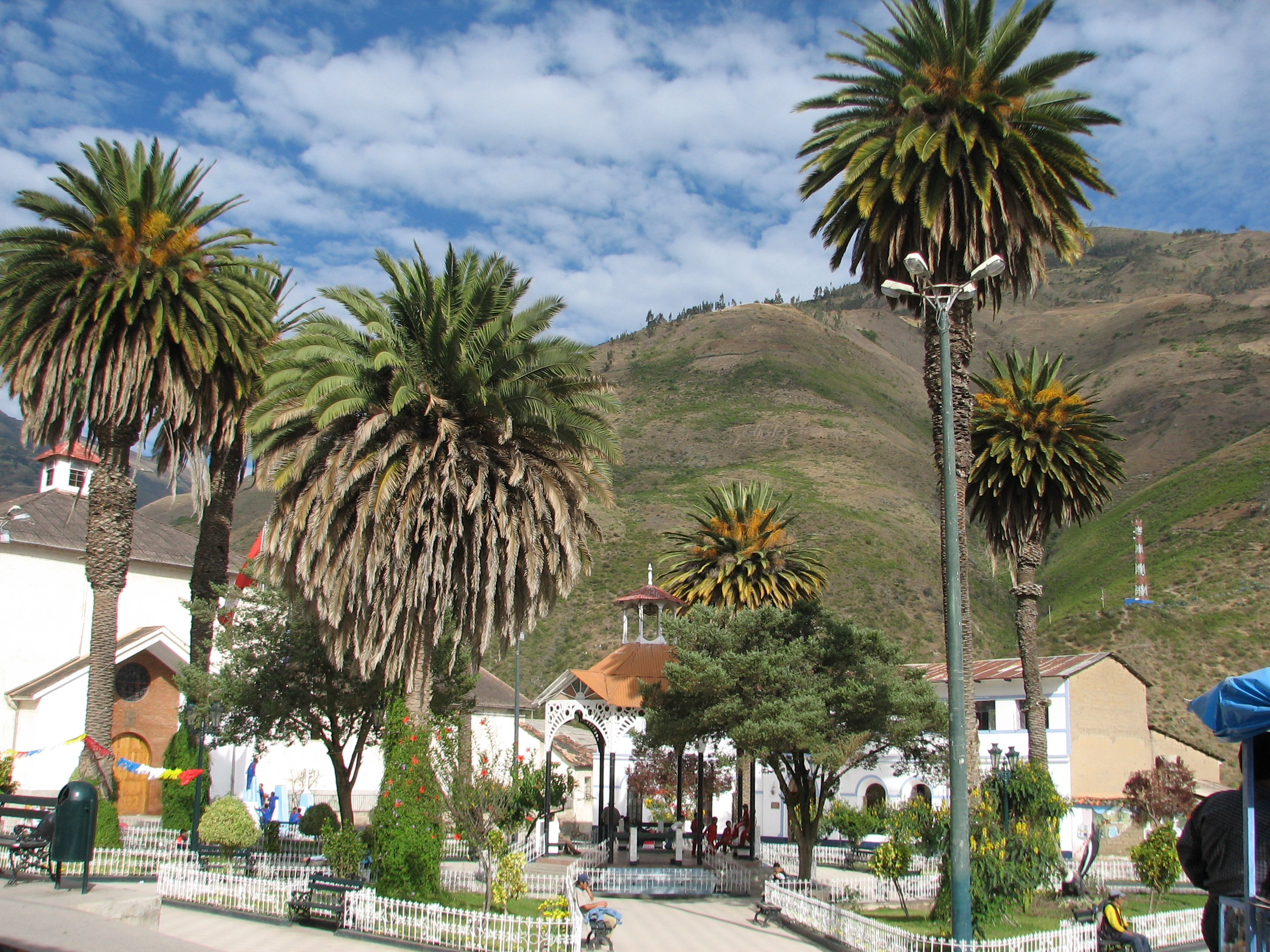
Centralny plac w Abancay w Regionie Apurímac

W podobnym tempie zwiększała się liczba studentów na innych kierunkach kształcenia i doskonalono programy i warunki studiów. Uniwersytet stopniowo zwiększał liczbę prowadzonych kierunków. Uruchomiono filie w Cuzco, Andahuaylas, Curahuasi. Podjęto starania o akredytację przez CONAFU.

## Kierunki i jednostki organizacyjne
Uczelnia prowadzi na 7. wydziałach następujące kierunki kształcenia (na poziomie licencjackim, magisterskim i doktoranckim):
| Wydział                                                                   | Kierunek studiów                         |
| Stomatologia                                                              | Stomatologia                             |
| Edukacja i nauki społeczne                                                | Edukacja                                 |
| Edukacja i nauki społeczne                                                | Turystyka i gastronomia                  |
| Rachunkowość i finanse                                                    | Rachunkowość                             |
| Prawo i nauki polityczne                                                  | Prawo                                    |
| Pielęgniarstwo                                                            | Pielęniarstwo                            |
| Inżynieria lądowa                                                         | Inżynieria lądowa                        |
| Inżynieria lądowa                                                         | Informatyka                              |
| Agronomia                                                                 | Agronomia                                |
| Agronomia                                                                 | Ochrona środowiska i zasobów naturalnych |
| Agronomia                                                                 | Przemysł spożywczy                       |
| Universidad Tecnológica de los Andes - UTEA Cusco; studia I stopnia       | Rachunkowość                             |
| Universidad Tecnológica de los Andes - UTEA Cusco; studia I stopnia       | Prawo                                    |
| Universidad Tecnológica de los Andes - UTEA Cusco; studia I stopnia       | Edukacja                                 |
| Universidad Tecnológica de los Andes - UTEA Curahuasi; studia I stopnia   | Agronomía                                |
| Universidad Tecnológica de los Andes - UTEA Curahuasi; studia I stopnia   | Prawo                                    |
| Universidad Tecnológica de los Andes - UTEA Curahuasi; studia I stopnia   | Pielęgniarstwo                           |
| Universidad Tecnológica de los Andes - UTEA Andahuaylas; studia I stopnia | Agronomía                                |
| Universidad Tecnológica de los Andes - UTEA Andahuaylas; studia I stopnia | Rachunkowość                             |
| Universidad Tecnológica de los Andes - UTEA Andahuaylas; studia I stopnia | Prawo                                    |
| Universidad Tecnológica de los Andes - UTEA Andahuaylas; studia I stopnia | Edukacja                                 |
| Universidad Tecnológica de los Andes - UTEA Andahuaylas; studia I stopnia | Pielęgniarstwo                           |